# Центр міжнародного приватного підприємництва
Центр міжнародного приватного підприємництва (англ. Center for International Private Enterprise, CIPE) — недержавна дослідницька організація в США, створена при торговій палаті США у 1983 році з метою надання підтримки місцевим організаціям у цілому світі, які будують демократію шляхом розвитку приватного підприємництва.

## Загальна інформація
Центр провадить та розповсюджує дослідження з реформування ринку та розвитку демократії. Бере участь у фінансуванні більш ніж 90 новостворених проєктів розвитку ринку. Пріоритетними галузями досліджень в країнах пострадянського простору можуть бути «молодь і бізнес», «старопромислові регіони», «корупція і шляхи її подолання» тощо/
Фінансується Національним фондом підтримки демократії та Агентством з міжнародного розвитку США, Світовим банком та деякими корпораціями (IBM, Coca-Cola) і приватними фондами (The Pew Charitable Trusts). CIPE фінансував поряд 400 проєктів у співпраці з понад 90 місцевими організаціями у 70 країнах. Гранти надаються бізнесовим організаціям, НДО, дослідницьким центрам. CIPE видає щоквартальний часопис Economic Reform Today («Економічні реформи сьогодні»), адресований політикам, журналістам та бізнесменам (наклад 26 000, ареал розповсюдження — 97 країн).
CIPE має представництва в Угорщині, Єгипті, Росії.

## В Україні
Серед партнерів в Україні — Український незалежний центр політичних досліджень, асоціація «Інфобізнес» та ін. Починаючи з 1992 року CIPE надав гранти семи українським організаціям на загальну суму 1 млн 650 тис. дол.
Офіс CIPE в Україні є фасилітатором Національної бізнес-коаліції.